# Zavino
Zavino falu Szlovéniában, a Goriška statisztikai régióban, a Vipava-völgytől délre, a hegyekben. Közigazgatásilag Ajdovščinához tartozik.

## Nevének eredete
Zavino 1763 és 1787 közt Svina néven volt ismert. A falu nevét Svinjinóról, ami disznót jelent, megváltoztatták a szó eltorzításával Zavinóra, hogy elkerüljék a disznókkal való azonosítást. A településen régen sok sertést tartottak. A névváltoztatás ellenére továbbra is fennmaradt a Svinjšček-patak nevében a település eredeti neve. A patak a falutól nyugatra folyik. A település nevének további, helyi elnevezései még: Svinino, Svinno és Svilno.

## Fordítás
- Ez a szócikk részben vagy egészben  a   Zavino című angol Wikipédia-szócikk ezen változatának fordításán alapul.  Az eredeti cikk szerkesztőit annak laptörténete sorolja fel. Ez a jelzés csupán a megfogalmazás eredetét és a szerzői jogokat jelzi, nem szolgál a cikkben szereplő információk forrásmegjelöléseként.